# 张平化
张平化（1908年4月—2001年7月23日），原名张楚材，湖南酃县人，中华人民共和国政治人物。

## 生平
曾在武汉中央政治训练班学习。1927年11月加入中国共产党。曾以营指导员身份参与北伐战争，中国国民党清党后返回酃县，从事农民运动，参加创建湘赣革命根据地，后随红二军团长征。
中华人民共和国成立后，历任湖北、湖南、山西等省地方官员。文革后出任中宣部部长、中共中央党校副校长等职。中共第八届中央候补委员（八大二次会议增选），第十届、十一届中央委员，中共十二大当选为中顾委委员。2001年7月23日在北京逝世。